# Melinda Warren
Melinda Warren es un personaje ficticio protagonizado por Tyler Layton de la serie televisiva Charmed (Embrujadas en España y Hechiceras en Latinoamérica) que se mantuvo en antena desde 1998 a 2006.

## Biografía
Melinda Warren nació el 31 de octubre de 1670 en la Virginia colonial , muriendo a los 22 años en 1692 quemada por bruja en la aldea de Salem. Su madre era Charlotte Warren (una bruja pasiva sin poderes mágicos) que fue secuestrada por una practicante de la magia negra y Balthazar (Cole Turner) justo antes de dar a luz para asegurarse que la futura línea Warren no existiera en un futuro.
Charlotte pertenecía al aquelarre de una bruja llamada Eva, que consiguió traer a las hermanas Halliwell del futuro, para salvar a Charlotte y por ende a Melinda, quien estaba predestinada a ser una bruja de un enorme poder mágico y la matriarca de la familia Warren.
La prematura muerte de su madre llevó a Melinda a mudarse al pueblo de Salem. Allí trabajaría junto a la familia Marx a salvar a innumerables brujas y ciudadanos acusados injustamente. Por medio de esta familia conocería a su futuro esposo, Próspero Marx, un brujo bueno sin poderes mágicos. De esta unión nacería Prudence, en honor a su padre, que moriría poco después de una enfermedad pulmonar.
A la edad de 22 años se enamoró del brujo Matthew Tate, siendo posteriormente traicionada por él. Matthew desvelo su identidad ante todo el pueblo de Salem. Antes de morir en la hoguera, Melinda profetizó que de su estirpe nacerían las tres brujas más famosas y poderosas de todos los tiempos:
“ Pueden matarme, pero no pueden matar a los de mi especie. Juro que cada generación de brujas Warren se hará más fuerte, y culminará con la llegada de tres hermanas. Estas tres hermanas serán las brujas más poderosas que el mundo haya conocido. Ellas destruirán toda clase de males y se llamarán Las Embrujadas”

## Poderes
Melinda Warren era posedora de 3 los poderes que ahora caracterizan a las primeras Hechiceras (Prue, Piper y Phoebe):
- Telekinesis: Consiste en la capacidad de mover cuerpos con el poder de la mente. Melinda fue capaz de controlar este poder mediante un movimiento de despeje con la mano que le permitía lanzar a varios metros de sí misma a cuantos seres malignos le saliesen al paso. También utilizaba su poder como escudo protector, pudiendo desviar bolas de energía, de plasma o de fuego. Este poder se le otorgó a la mayor de las hermanas Halliwell, Prudence Halliwell

- Inmovilización Molecular: Melinda podía detener a las personas y objetos, ralentizando las moléculas de estos mismos. Fue capaz de controlar este poder congelando y descongelando a voluntad y por tiempo cada vez mayor. Este poder se le dio a la hermana mediana de las Halliwell, Piper Halliwell

- Premonición: Melinda era capaz de ver el futuro, el presente y el pasado mediante una visión que se activaba cada vez que entraba en contacto con cualquier energía psíquica plasmada en un objeto o en la misma atmósfera. Fue capaz de controlar las premoniciones a voluntad. Su último poder es otorgado a la hermana menor de las Halliwell, Phoebe Halliwell

## Enlaces Externos
- Datos: Q3305092